# Giuseppe Santagostino
Giuseppe Santagostino (ur. 18 marca 1901 w Mediolanie, zm. 1 kwietnia 1955 tamże) – włoski piłkarz i trener piłkarski.
Santagostino był wychowankiem A.C. Milan. W pierwszym zespole rossonerich zadebiutował w 1921 roku. Przez dwanaście lat rozegrał dla klubu 236 meczów (233 ligowe), w których zdobył 106 bramek (103 w Serie A). Dzięki temu wciąż jest ósmym najlepszym strzelcem w historii Milanu (stan na 11 lutego 2017). 19 września 1926 strzelił pierwszego gola na stadionie San Siro w przegrany, przez rossonerich 3:6 meczu Interem Mediolan.
Po odejściu z Milanu Santagostino występował jeszcze w Catanzarese, OGC Nice i Atalancie BC. Następnie został trenerem. W latach 1943–1945 prowadził A.C. Milan, jednak ze względu na II wojnę światową nie rozgrywano wówczas meczów ligowych. Santagostino trenował również Varese Calcio SSD, a później prowadził Prmaverę Milanu.